# Kanako Momota
Kanako Momota (百田 夏菜子?, Momota Kanako; Hamamatsu, 12 luglio 1994) è un'idol giapponese, nota per essere la leader del gruppo musicale Momoiro Clover Z.
È rappresentata dall'agenzia Stardust Promotion.

## Biografia

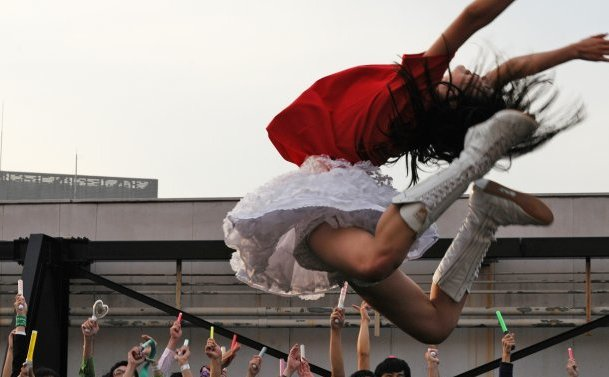
Il caratteristico salto di Kanako Momota, parte della coreografia di Ikuze! Kaitō shōjo

Nata il 12 luglio 1994 a Hamamatsu (Shizuoka), Kanako Momota firmò un contratto con l'agenzia di talenti Stardust Promotion all'età di 11 anni, venendo assegnata alla 3B Junior, settore specializzato nella preparazione di giovani idol. Prima di allora aveva preso lezioni di ginnastica ritmica fin dall'età di tre anni, oltre a frequentare una scuola di danza jazz dalla terza elementare.
Nella primavera del 2008 entrò in un gruppo creato dalla Stardust composto da altre ragazze sue coetanee, esibendosi con esse al parco di Yoyogi a Shibuya, Tokyo. Il gruppo sarebbe divenuto noto più tardi con il nome di Momoiro Clover, e Momota divenuta leader dello stesso succedendo a Reni Takagi. Da allora è solita occupare la posizione centrale in tutte le coreografie associate ai brani del gruppo, mentre gli altri quattro membri le stanno ai lati. Le sue esibizioni incorporano elementi di danza classica, di ginnastica e numeri acrobatici, tra cui il cosiddetto "salto del gambero" (えびぞりジャンプ?, ebizori janpu, un salto in avanti in cui le gambe e le braccia si arcuano all'indietro, noto come sheep jump nel campo della ginnastica artistica), eseguito durante la coreografia del brano Ikuze! Kaitō shōjo. Il salto è anche uno dei pezzi forti delle esibizioni dal vivo del gruppo.
Nel campo della moda Momota è apparsa sulla riviste Zipper e M girl, in entrambi casi nell'ambito di un servizio fotografico a cura di Mika Ninagawa. È apparsa inoltre su Quick Japan, diventando in questo caso la prima persona ad apparire sulla prima e sulla quarta di copertina di uno stesso numero della rivista.

## Discografia
- 2011 - Battle and Romance
- 2013 - 5th Dimension
- 2016 - Amaranthus
- 2016 - Hakkin no yoake

## Filmografia
- Shirome (シロメ?), regia di Kōji Shiraishi (2010)[17]
- Shimin Police 69 (市民ポリス69?, Shimin Porisu 69), regia di Ryūichi Honda (2011)[18]
- Momodora (ももドラ momo+dra?) - film collettivo di 5 episodi distribuito via web, regia di Atsunori Sasaki (2011)[19]
- Ninifuni - cortometraggio direct-to-video, regia di Tetsuya Mariko (2012)[20][21]
- Spotlight - cortometraggio, regia di Aya Hamasaki (2012)[22]
- Maku ga agaru (幕が上がる?), regia di Katsuyuki Motohiro (2015)[23]
- Beppin-san (べっぴんさん?) – dorama (NHK, 2016)[24]

## Televisione
- Chocolat - Aisareru onna kirawa reru onna granprix (ショコラ〜愛される女 嫌われる女グランプリ?, Shokora - Aisareru onna kirawa reru onna guranpuri) (NTV, 2009)
- Oto ryūmon (音龍門?) (NTV, 2010)
- Merenge no kimochi (メレンゲの気持ち?) (NTV, 2013, co-conduttrice[25])